# El Cerrito, San Luis Potosí
El Cerrito är en ort i Mexiko.   Den ligger i kommunen Mexquitic de Carmona och delstaten San Luis Potosí, i den centrala delen av landet, 400 km nordväst om huvudstaden Mexico City. El Cerrito ligger 2 164 meter över havet och antalet invånare är 145.
Terrängen runt El Cerrito är kuperad åt nordost, men åt sydväst är den platt. Runt El Cerrito är det ganska tätbefolkat, med 54 invånare per kvadratkilometer. Närmaste större samhälle är Ahualulco, 16,8 km norr om El Cerrito. Omgivningarna runt El Cerrito är i huvudsak ett öppet busklandskap.